# Saniya Chong
Saniya Lynn Chong (Ossining, 27 giugno 1994) è un'ex cestista statunitense, professionista nella WNBA.

## Carriera
È stata selezionata dalle Dallas Wings al terzo giro del Draft WNBA 2017 con la 26ª chiamata assoluta.

## Palmarès
- 3 volte campionessa NCAA (2014, 2015, 2016)